# Funicolare Sant'Anna
La funicolare Sant'Anna è una linea di trasporto funicolare della città di Genova che collega piazza del Portello a via Bertani nei pressi dell'incrocio con corso Magenta. È gestita da AMT Genova.

## Storia

### L'antica funicolare ad acqua (1891-1978)

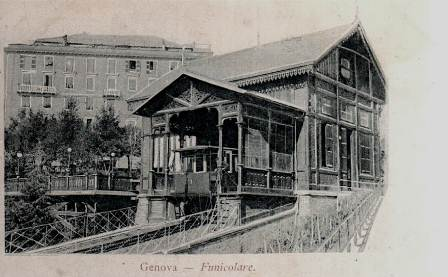
La stazione superiore in una cartolina di inizio Novecento

La funicolare di Sant'Anna è il più antico degli impianti a fune genovesi; fu inaugurata il 26 novembre 1891, all'epoca con finalità turistiche. L'impianto fu progettato con un sistema di funzionamento ad acqua basato sul principio dei contrappesi: il conducente della vettura a monte riempiva un serbatoio posizionato nella parte bassa della vettura, calcolando la quantità d'acqua necessaria come zavorra sulla base del numero di passeggeri a bordo di entrambe le vetture. 
Il maggior peso della vettura a monte consentiva il trascinamento di quella a valle, ad essa collegata tramite una fune che scorreva su una puleggia. Sulla massicciata erano presenti tre rotaie: quella centrale, a dentiera, era utilizzata come freno. Le vetture erano inoltre dotate di un ulteriore freno a contrappeso, che sarebbe entrato in funzione in caso di rottura della fune.
In seguito all'apertura della Galleria Nino Bixio, la stazione a valle fu inglobata all'interno di un palazzo nel quale si trova tuttora. La stazione a monte, invece, fu costruita con l'utilizzo prevalente di legno e cotto, che le conferivano l'aspetto di uno chalet di montagna. La stazione di monte era detta "vaccheria" per la presenza, agli inizi del Novecento, di una rivendita del latte fresco proveniente dalle stalle della vicina Villa Acquarone, oggi Villa Madre Cabrini

### La conversione alla trazione elettrica (1979)

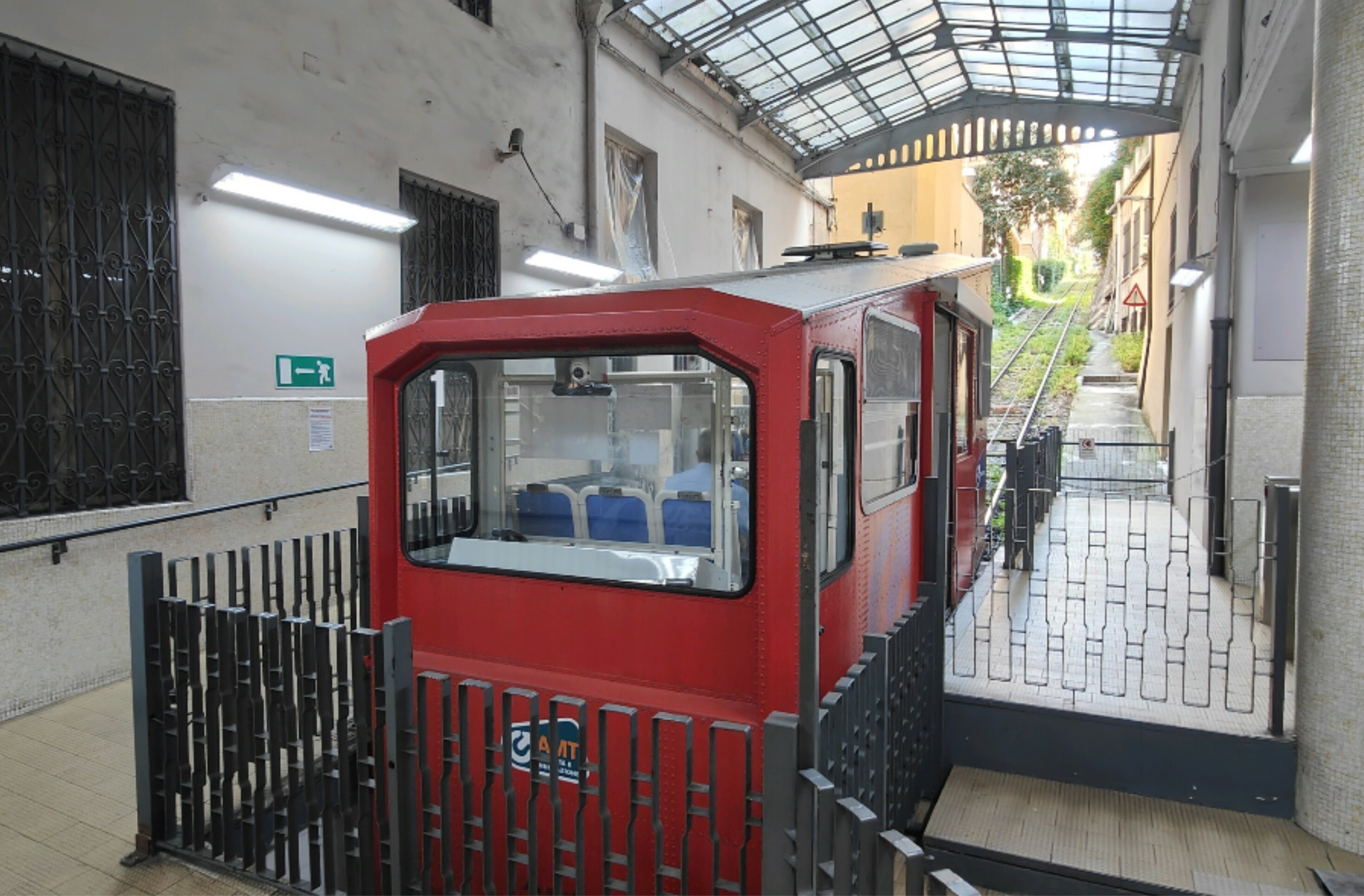
Il capolinea di piazza Portello

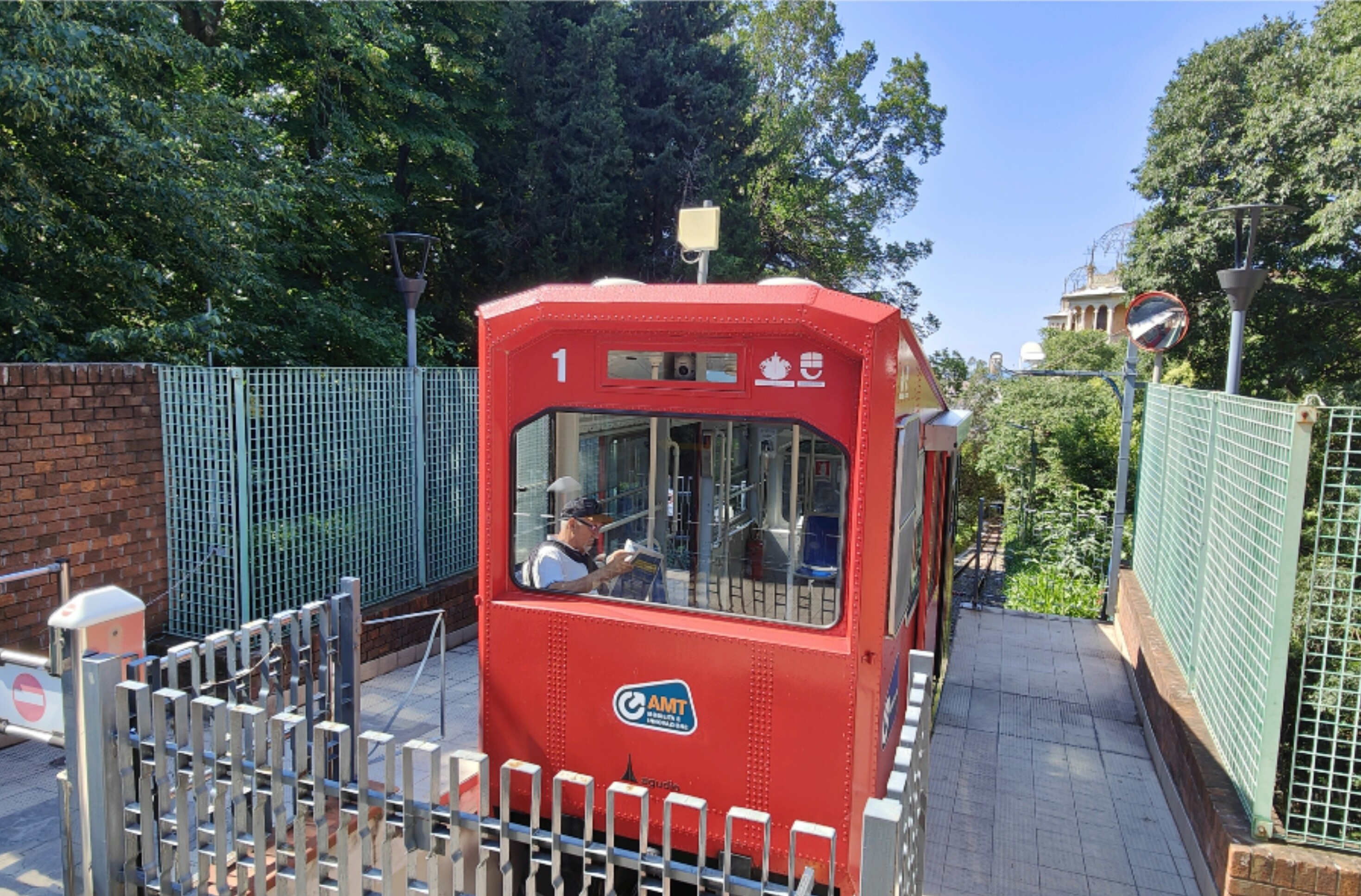
Il capolinea di via Bertani (zona giardini Acquarone)

Le nuove normative di sicurezza per gli impianti a fune, emanate nel 1975, portarono alla richiesta da parte della Motorizzazione Civile di procedere alla conversione della funicolare alla trazione elettrica. In un primo momento, l'AMT tentò di concordare con il Ministero dei Trasporti alcune modifiche che avrebbero consentito di mantenere il funzionamento ad acqua, motivandolo anche con il fatto che l'impianto era rimasto l'unico in Italia a utilizzarlo dopo la chiusura della funicolare di Orvieto, che fu la prima ad adottare questo sistema. Nonostante il sostegno da parte della cittadinanza, nell'ottobre 1978 il Ministero non concesse ulteriori deroghe e l'impianto fu chiuso.
Nel 1979, l'AMT decise il rifacimento dell'impianto con la conversione alla trazione elettrica e del vecchio impianto rimasero solo le opere murarie. Le stazioni a valle e a monte furono modificate e adattate al nuovo funzionamento, così come l'officina posta alla metà del tracciato. La sala macchine fu realizzata in uno spazio sottostante alla stazione a monte, che mantenne comunque il suo aspetto originale. Le vetture furono sostituite con altre più piccole ma più veloci, che - pur essendo entrambe dotate di posto guida - potevano essere guidate da un solo agente presente su una delle due. L'impianto così rinnovato entrò in servizio nel 1980.

### L'incendio del 1989 e la funicolare moderna

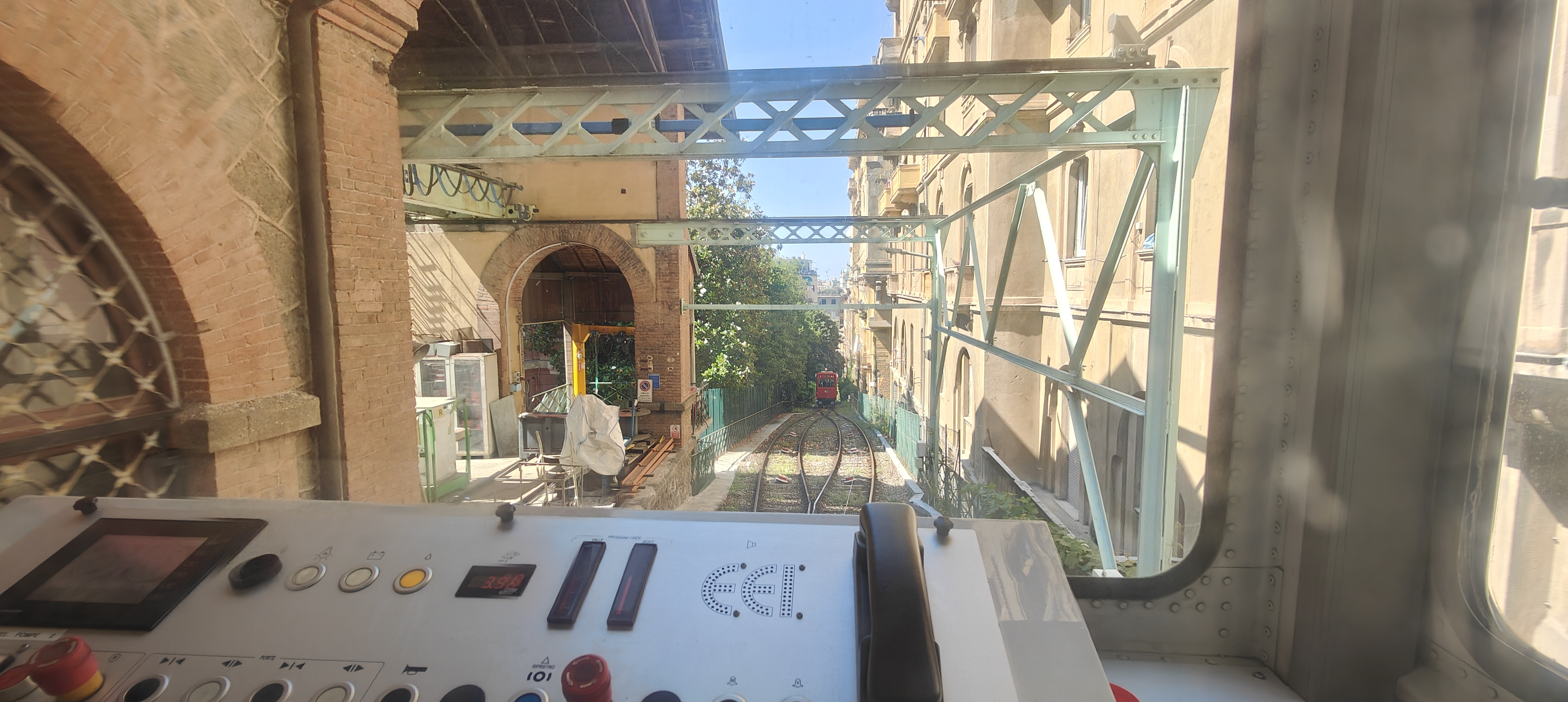
Lo scambio all'altezza di viale Bottaro

Il 16 novembre 1989 la stazione a monte, il bar al suo interno e la vettura in sosta furono completamente distrutte da un incendio, le cui cause non furono mai stabilite con certezza; si rese pertanto necessario un intervento di revisione generale e la costruzione di un nuovo edificio.
I ruderi della stazione a monte furono completamente demoliti e sostituiti da un più semplice capolinea all'aperto, presso il quale fu ricavata una nuova stazione dalla quale vengono ora gestite entrambe le vetture, anch'esse ricostruite. 
I lavori terminarono nel gennaio 1991 e la funicolare fu riaperta al servizio nel luglio successivo.

## Caratteristiche
| Head station |

| Unknown route-map component "BS2+l" | Unknown route-map component "BS2+r" |

| Unknown route-map component "BS2l" | Unknown route-map component "BS2r" |

| End station |

- Altitudine stazione a valle: 20 metri s.l.m.
- Altitudine stazione a monte: 74 metri s.l.m.
- Dislivello: 54,18 metri
- Lunghezza percorso: 357 metri
- Pendenza: 15,33% (media), 17% (massima)
- Capacità vetture: 30 passeggeri
- Velocità vetture: 4 m/s
- Scartamento binario: 1200 millimetri
- Diametro cavo di trazione 18 millimetri
- A metà percorso, presso l'incrocio, sono presenti alcune installazioni per la manutenzione delle vetture